# Onward (Hawkwind)
Onward es el vigésimo quinto álbum de estudio de Hawkwind, lanzado por Eastworld Recordings en abril de 2012.

## Lista de canciones
| Disco uno |                       |                            |          |  |
| N.º       | Título                | Escritor(es)               | Duración |  |
| 1.        | «Seasons»             | Chadwick, Darbyshire, Hone | 5:37     |  |
| 2.        | «The Hills Have Ears» | Hone, Chadwick, Brock      | 5:08     |  |
| 3.        | «Mind Cut»            | Brock                      | 4:54     |  |
| 4.        | «System Check»        | Hawkwind - 2011            | 1:06     |  |
| 5.        | «Death Trap»          | Brock, Robert Calvert      | 3:31     |  |
| 6.        | «Southern Cross»      | Blake                      | 6:41     |  |
| 7.        | «The Prophecy»        | Brock                      | 4:11     |  |
| 8.        | «Electric Tears»      | Brock                      | 0:56     |  |
| 9.        | «The Drive By»        | Brock                      | 4:39     |  |

| Disco dos |                              |                        |          |  |
| N.º       | Título                       | Escritor(es)           | Duración |  |
| 10.       | «Computer Cowards»           | Brock                  | 5:25     |  |
| 11.       | «Howling Moon»               | Brock                  | 2:11     |  |
| 12.       | «Right to Decide*»           | Brock, Alan Davey      | 6:30     |  |
| 13.       | «Aerospace Age*»             | Calvert, Hawkwind 2008 | 5:51     |  |
| 14.       | «The Flowering of the Rose*» | Hawkwind 2008          | 8:21     |  |
| 15.       | «Trans Air Trucking»         | Brock, Blake           | 2:36     |  |
| 16.       | «Deep Vents»                 | Brock                  | 0:32     |  |
| 17.       | «Green Finned Demon»         | Brock, Calvert         | 5:25     |  |
| 18.       | «[Untitled]»                 |                        | 7:54     |  |

## Personal
- Dave Brock: guitarra, voz, bajo, sintetizadores
- Richard Chadwick: batería, voz
- Tim Blake: teclados, theremín, bajo
- Mr. Dibs: bajo, voz
- Niall Hone: bajo, sintetizadores, secuenciador, guitarra
- Jason Stuart: teclados en 3, 4, 5; disco dos
- Huw Lloyd-Langton: guitarra en 2